# Теорема ван дер Вардена
Теорема ван дер Вардена — классический результат комбинаторной теории чисел об одноцветных арифметических прогрессиях в раскрасках натуральных чисел. Теорема является типичным утверждением теории Рамсея, а также предтечей теоремы Семереди, которая положила начало большой ветви аддитивной комбинаторики.
| Обозначения На протяжении статьи для обозначения множества {\displaystyle \{1,\dots ,N\}} используется запись {\displaystyle [N]}. Такое обозначение вполне общепринято в литературе. |

## Формулировка

Примеры раскрасок девяти чисел в два цвета. Любая из них будет содержать одноцветную прогрессию длины 3.

У теоремы есть две эквивалентных формулировки — конечная и бесконечная.
| Бесконечная формулировка Для любых {\displaystyle r,k\in {\mathbb {N} }} и функции {\displaystyle c:{\mathbb {N} }\to [r]} существуют {\displaystyle a,d\in {\mathbb {N} }} такие, что {\displaystyle c(a)=c(a+d)=\dots =c(a+(k-1)d)} |

Функцию {\displaystyle c} обычно называют раскраской натуральных чисел, её значения — цветами чисел, а прогрессию {\displaystyle a,a+d,\dots ,a+(k-1)d} одноцветной (теорема не конкретизирует, какой именно цвет имеют её элементы).
Конечная формулировка похожа на бесконечную, но рассматривает раскраску конечного множества. Она принадлежит О. Шрейеру.
| Конечная формулировка Для любых {\displaystyle r,k\in {\mathbb {N} }} существует число {\displaystyle N=N(r,k)} такое, что для любой функции {\displaystyle c:[N]\to [r]} существуют {\displaystyle a,d\in {\mathbb {N} }} такие, что {\displaystyle c(a)=c(a+d)=\dots =c(a+(k-1)d)} |

Числа {\displaystyle N(r,k)} из конечной формулировки называются числами ван дер Вардена. Для них изучаются нижние и верхние оценки.

## История
Доказательство теоремы опубликовал Б. Л. ван дер Варден в 1927 году.
Александр Сойфер в историческом очерке о теории Рамсея пишет, что утверждение теоремы в качестве гипотезы рассматривал ещё Шур при работе над своей теоремой о раскрасках чисел (в 1916 году), но от Шура до ван дер Вардена гипотеза не дошла, зато была независимо придумана Боде и ван дер Варден узнал гипотезу от его учеников (Боде к тому времени уже умер). Доказательство было придумано в гамбургском университете и представлено публике в Берлине на съезде немецкого математического общества.

Ван дер Варден просто не понял, насколько важный результат он доказал: он отправлял свои работы по алгебраической геометрии в самый престижный журнал, Mathematische Annalen, а это доказательство отправил в «невразумительный» журнал Nieuw Archief voor Wiskunde голландского математического общества.
Оригинальный текст (англ.)Van der Waerden simply did not realize how important was the result he proved: he submitted his algebraic geometry papers to the most prestigious journal, Mathematische Annalen, yet sent this proof to an “obscure” journal, Nieuw Archief voor Wiskunde of the Dutch Mathematical Society.

В свою очередь Александр Хинчин писал, что результат был получен в Гёттингене летом 1928 за несколько дней до его приезда туда и что с гипотезой столкнулся «один местный математик […] в ходе своей научной работы».
Неоднозначность происхождения изначальной гипотезы подчёркивает Рональд Грэхем в своей книге о теории Рамсея, однако все источники сходятся в том, что в постановке задачи, которую решал ван дер Варден, цветов было всего два, а усиление утверждения до произвольного числа цветов было добавлено в качестве инструмента доказательства.
Более простое доказательство теоремы в 1948 году представила советский математик М. А. Лукомская.

## Схема доказательства[10]
В этом разделе утверждение о том, что теорема верна для {\displaystyle r} цветов и длины прогрессии {\displaystyle k} обозначается как {\displaystyle {\mbox{W}}(r,k)}.
Теорема доказывается индукцией по {\displaystyle k}. База {\displaystyle k=2} очевидна. При доказательстве шага индукции обычно для удобства говорят, что {\displaystyle {\mbox{W}}(r,k')} предполагается доказанным для всех {\displaystyle k'<k,\ r\in {\mathbb {N} }}, хотя формально для доказательства каждого отдельного утверждения {\displaystyle {\mbox{W}}(r,k)} достаточно конечного числа утверждений вида {\displaystyle {\mbox{W}}(r',k-1),r'\in {\mathbb {N} }}, но с очень большими значениями {\displaystyle r'}.

Пример 3-веера при, объединяющего прогрессии (11, 12, 13), (5, 9, 13) и (3, 8, 13). В каждой прогрессии цвета первых двух элементов (то есть всех кроме последнего) одинаковы.

Чтобы гарантировать наличие одноцветной прогрессии длины {\displaystyle k}, нужно переходить от рассмотрения интервала, длина которого гарантирует наличие одноцветной прогрессии длины {\displaystyle k-1}, ко всё бо́льшим и бо́льшим интервалам, гарантирующим наличие всё более сложные структур — так называемых вееров. Для раскраски {\displaystyle c} назовём {\displaystyle s}-веером семейство {\displaystyle ({\vec {P}}_{i})_{i=1}^{s}} прогрессий длины {\displaystyle k} таких, что:
- {\displaystyle {\vec {P}}_{1}(k)={\vec {P}}_{2}(k)=\dots ={\vec {P}}_{s}(k)}, то есть последняя точка у всех прогрессий общая;
- {\displaystyle c({\vec {P}}_{i}(1))=c({\vec {P}}_{i}(2))=\dots =c({\vec {P}}_{i}(k-1)),\ i=1,\dots ,s}, то есть у каждой прогрессии все элементы, кроме последнего, одноцветны;
- {\displaystyle i\not =j\Rightarrow c({\vec {P}}_{i}(1))\not =c({\vec {P}}_{j}(1))}, то есть основной цвет (всех элементов кроме последнего) у каждой прогрессии свой.

Вывод существования 2-веера для из существования прогрессий длины 3 в любых достаточно больших раскрасках.

Пример конструирования вееров из прогрессий вееров меньшего порядка для, в индукционном (по) переходе доказательства теоремы ван дер Вардена.

Веера можно применять для доказательства шага индукции благодаря двум очевидным свойствам:
- наличие в раскраске одноцветной прогрессии длины {\displaystyle k-1} фактически означает наличие {\displaystyle 1}-веера;
- наличие в раскраске {\displaystyle r}-веера гарантирует наличие одноцветной прогрессии длины {\displaystyle k} (поскольку цвета всех прогрессий различны и цветов всего {\displaystyle r}, то один из них совпадает с цветом общего последнего элемента).

Поэтому достаточно доказать шаг индукции по параметру {\displaystyle s} для утверждения «любая раскраска достаточно большого интервала содержит {\displaystyle s}-веер или прогрессию длины {\displaystyle k}». Для этого следует:
1. Разбить большой интервал на блоки — меньшие интервалы, но тоже достаточно большой длины (обозначим {\displaystyle M}). Величина {\displaystyle M} должна быть достаточной для того, чтобы в интервалах длины {\displaystyle M} (то есть в каждом блоке) был {\displaystyle (s-1)}-веер (такая длина существует по предположению индукции).
2. Назначить «гиперцветом» блока всю совокупность цветов его элементов. Число таких гиперцветов {\displaystyle r^{M}} будет очень большим, но всё же конечным.
3. Для «гиперраскраски» достаточно длинной последовательности блоков применить утверждение {\displaystyle {\mbox{W}}(r^{M},k-1)}, то есть «найти» прогрессию из абсолютно одинаково раскрашенных блоков.

Этим будет гарантировано наличие нескольких одинаковых {\displaystyle s}-вееров, отстоящих друг от друга на одинаковое расстояние (своего рода прогрессия из вееров). Если цвет центрального элемента веера отличается от цветов его прогрессий, то в такой конструкции можно по диагонали выделить {\displaystyle (s+1)}-веер (см. картинку).

Веера и содержащие их семейства многомерных арифметических прогрессий

### Анализ многомерных прогрессий
При диагональном переходе от прогрессии {\displaystyle s}-вееров к {\displaystyle (s+1)}-вееру теряется большое количество арифметических и цветовых связей, в которых участвуют элементы, не вошедшие в {\displaystyle (s+1)}-веер. Если проследить за этими элементами и их дублированием в последующих прогрессиях из {\displaystyle (s+1)}-вееров, {\displaystyle (s+2)}-вееров и т. д., то будет видно, что одноцветные прогрессии, исходящие из любого {\displaystyle s}-веера фактически являются диагоналями одноцветных многомерных прогрессий размерности от {\displaystyle 1} до {\displaystyle s}, в зависимости от «момента» возникновения цвета в ходе индукции. Поэтому некоторые авторы излагают доказательство в терминах поиска соответствующей комбинации многомерных прогрессий.

## Обобщения
Для теоремы ван дер Вардена изучено множество обобщений по разным аспектам формулировки утверждения. Разные типы обобщений могут комбинироваться в одном утверждении.
В данном разделе приведены только бесконечные формулировки обобщённых утверждений, хотя для большинства из них существуют конечные аналоги, построенные по тому же принципу, что и для основной теоремы.

### Способы обобщения

#### По структурным условиям на конфигурацию
Условие о том, что числа {\displaystyle x_{1},\dots ,x_{k}} образуют арифметическую прогрессию, означает выполнение равенств
{\displaystyle x_{i}-x_{i-1}=x_{i+1}-x_{i},\ i=2,\dots ,k-2}
Один из способов обобщения состоит в том, чтобы заменить эти условия на другие, тоже линейные.
| Вопрос Для каких систем линейных уравнений (в том числе отдельных уравнений) утверждение теоремы ван дер Вардена остаётся верным при замене условия того, что элементы искомой конфигурации образуют прогрессию, на то, что они удовлетворяют заданной системе? |

Кроме того, элементы прогрессии представимы в виде {\displaystyle a,a+d,a+2d,\dots ,a+(k-1)d}. Если воспринять разности {\displaystyle d,2d,\dots ,(k-1)d} как фиксированные функции от {\displaystyle d}, то это приводит к полиномиальному обобщению.
| Полиномиальная версия Пусть {\displaystyle p_{1},\dots ,p_{k}} — многочлены с целыми коэффициентами такие, что {\displaystyle p_{i}(0)=0,\ i\in [k]}. Тогда для любого {\displaystyle r\in {\mathbb {N} }} и раскраски {\displaystyle c:{\mathbb {N} }\to r} существуют {\displaystyle a,d\in {\mathbb {N} }} такие, что {\displaystyle c(a)=c(a+p_{1}(d))=c(a+p_{2}(d))=\dots =c(a+p_{k}(d))} |

Для доказательства полиномиальной версии также могут использоваться веера, но с соответствующими полиномиальными разностями. Например, при доказательстве наличия в произвольной раскраске одноцветной пары {\displaystyle a,a+d^{2},\ a,d\in {\mathbb {N} }} промежуточным шагом является доказательство наличия чисел {\displaystyle x_{0},x_{1},\dots ,x_{s}} таких, что {\displaystyle x_{1},\dots ,x_{s}} имеют разные цвета и {\displaystyle x_{1}-x_{0},\dots ,x_{s}-x_{1}} являются квадратами.

#### По размерности
При обобщении теоремы на многомерные пространства вместо прогрессий рассматриваются гомотетичные образы конечного множества точек (арифметической прогрессии соответствует гомотетичный образ дискретного гиперкуба).
| Многомерная версия Для любых натуральных чисел {\displaystyle r,t\in {\mathbb {N} }}, множества {\displaystyle K\subset {\mathbb {N} }^{t}} и раскраски {\displaystyle c:{\mathbb {N} }^{t}\to \{1,\dots ,r\}} существуют {\displaystyle {\vec {a}}\in {\mathbb {N} }^{t},d\in {\mathbb {N} }} такие, что {\displaystyle c({\vec {a}})=c({\vec {a}}+{\vec {k}}d)\ \forall \ {\vec {k}}\in K} |

Более широкое, чисто комбинаторное, многомерное обобщение предлагает теорема Хейлса-Джеветта. Для удобства её можно понимать как теорему для раскрасок {\displaystyle [k]^{n}}, но операции с числами в ней совсем не используются, то есть множество {\displaystyle [k]} можно заменить на любое другое того же размера. Здесь изменяемым («достаточно большим») параметром выступает уже размерность пространства, поэтому теорема Хейлса-Джеветта имеет только конечную формулировку.
| Определение Для множества {\displaystyle A} комбинаторной прямой в {\displaystyle A^{n}} называется диагональ любого нетривиального подкуба, то есть множество всех векторов, где часть координат может быть фиксирована, а остальные (ненулевое количество) всегда одинаковы и пробегают все значения {\displaystyle a\in A}. Теорема Хейлса-Джеветта Для любых {\displaystyle k,r\in {\mathbb {N} }} существует число {\displaystyle n_{0}=n_{0}(r,k)} такое, что для любых {\displaystyle n>n_{0},\ \|A\|=k} в любой раскраске {\displaystyle c:A^{n}\to [r]} существует одноцветная комбинаторная прямая. |

В основе доказательства теоремы Хейлса–Джеветта лежит та же индукция через веера. Для вектора {\displaystyle {\vec {a}}\in A^{n}} рассматривается разбиение координат {\displaystyle {\vec {a}}=({\vec {a_{1}}},{\vec {a_{2}}})\in A^{n_{1}}\times A^{n_{2}},\ n_{1}+n_{2}=n}. В гиперраскраске {\displaystyle A^{n_{1}}}, где гиперцветом вектора {\displaystyle {\vec {a_{1}}}\in A^{n_{1}}} является комбинация цветов всех точек вида {\displaystyle ({\vec {a_{1}}},{\vec {a_{2}}}),\ {\vec {a_{2}}}\in A^{n_{2}}}, при достаточно большом {\displaystyle n_{1}} можно, по предположение индукции (с {\displaystyle k'=k-1}), найти комбинаторную прямую, где все элементы кроме одного будут одноцветны. Для раскраски {\displaystyle A^{n}} это будет означать наличие такой "прямой" из одинаково раскрашенных подпространств размерности {\displaystyle n_{2}}. А при большом {\displaystyle n_{2}} гарантировано наличие аналогичной прямой в каждом из этих подпространств. Получается "прямая из прямых", каждая из которых имеет одинаковое продолжение. Эта конструкция похожа на конструкцию обобщённых прогрессий из доказательство теоремы ван дер Вардена и может быть использована для построения вееров таким же образом, как там.
Теорема ван дер Вардена следует из теоремы Хейлса–Джеветта, поскольку преобразование из {\displaystyle [k]^{n}} в {\displaystyle [k^{n}]}, соответствующее интерпретации координат как цифр в {\displaystyle k}-ричной системе счисления, отображает комбинаторные прямые в арифметически прогрессии. Многомерную теорему ван дер Вардена можно вывести аналогично, зафиксировав любую нумерацию элементов {\displaystyle K} и рассмотрев теорему Хейлса–Джеветта для {\displaystyle k=|K|}.
Многомерную теорему можно доказывать и напрямую, без теоремы Хейлса–Джеветта. Действительно, если она доказана для подмножества {\displaystyle K'\subset K\subset {\mathbb {R} }^{t}}, содержащего {\displaystyle t} аффинно-независимых точек, то можно применить индукцию от {\displaystyle K'} до {\displaystyle K} с помощью вееров из теорем ван дер Вардена, но с разбиением на многомерные блоки. Значит, достаточно предъявить способ перехода от утверждения для {\displaystyle {\mathbb {R} }^{t-1}} к утверждению для множества {\displaystyle K\subset {\mathbb {R} }^{t}} из {\displaystyle t} аффинно-независимых точек. В качестве примера такого {\displaystyle K} можно взять уголок, то есть точки вида
{\displaystyle (a_{1},a_{2},\dots ,a_{t})}
{\displaystyle (a_{1}+d,a_{2},\dots ,a_{t})}
{\displaystyle (a_{1},a_{2}+d,\dots ,a_{t})}
{\displaystyle \dots }
{\displaystyle (a_{1},a_{2},\dots ,a_{t}+d)}
Наличие {\displaystyle (t-1)}-мерного уголка в гиперплоскости {\displaystyle {\mathbb {R} }^{t}} с условием {\displaystyle a_{1}+\dots +a_{t}=N} (которое гарантировано при достаточно большом {\displaystyle N}) означает наличие в {\displaystyle {\mathbb {R} }^{t}} уголка, у которого все точки, кроме центральной, одноцветны. Далее, разбивая числа на многомерные блоки и применяя к ним ту же процедуру, можно построить сколь угодно большие веера из таких уголков.

#### На один цвет (плотные подмножества)
Из эмпирических соображений естественно полагать, что искомая одноцветная конфигурация чисел в большинстве случаев будет иметь наиболее популярный цвет, ведь чем больше чисел того или иного цвета, тем больше может возникнуть интересных конфигураций между ними.
Несмотря на правдоподобность, это утверждение не следует напрямую из теоремы ван дер Вардена и доказать его намного сложнее. Чтобы формализовать его, нужно заметить, что в конечной раскраске наиболее популярный цвет имеет положительную верхнюю плотность. Поэтому высказанное предположение означает наличие прогрессии в любом плотном множестве. Эта теорема названа в честь Эндре Семереди, впервые её доказавшего.
| Теорема Семереди Для любых {\displaystyle \delta \in (0;1),k\in {\mathbb {N} }} и множества {\displaystyle A} такого, что {\displaystyle \lim \limits _{N\to \infty }{\frac {\|A\cap [N]\|}{N}}>\delta }, существуют {\displaystyle a,d\in {\mathbb {N} }} такие, что {\displaystyle a,a+d,\dots ,a+(k-1)d\in A}. |

По аналогии с числами ван дер Вардена, для конечной версии теоремы Семереди изучаются нижние и верхние оценки на {\displaystyle N(\delta ,k)}, достаточное для того, чтобы множество {\displaystyle A\subset [N]} с условием {\displaystyle |A|>\delta N} всегда содержало прогрессию длины {\displaystyle k}. Получение таких оценок в случае {\displaystyle k\geq 4} значительно сложнее, чем в случае {\displaystyle k=3}.
Методы доказательства теоремы Семереди разительно отличаются от теоремы ван дер Вардена и по типу, и по сложности. Известны комбинаторное (с применением леммы регулярности Семереди из общей теории графов), аналитическое (с использованием коэффициентов Фурье и обобщающих их норм Гауэрса) и эргодическое доказательство.
Для доказательства наиболее широких обобщений (с добавлением полиномиальности разностей и многомерности пространства) хорошо работают методы эргодической теории, но они не дают никаких количественных оценок для конечных формулировок.

#### На бесконечное число цветов
При счётном числе цветов, то есть раскраске {\displaystyle c:{\mathbb {N} }\to {\mathbb {N} }}, длинных одноцветных прогрессий может не быть. Но если в качестве другого, также допустимого, полюса цветовой структурированности рассмотреть конфигурации, где цвета всех элементов различны, то теорема останется верной.
Это утверждение называется канонической версией теоремы ван дер Вардена.
| Каноническая версия Для любого {\displaystyle k\in {\mathbb {N} }} и раскраски {\displaystyle c:{\mathbb {N} }\to {\mathbb {N} }} существуют числа {\displaystyle a,d\in {\mathbb {N} }} такие, что: - либо {\displaystyle c(a)=c(a+d)=\dots =c(a+(k-1)d)} - либо {\displaystyle c(a+id)\not =c(a+jd)} для любых {\displaystyle 0\leq i<j<k} |

Эрдёш и Грэхем первыми заметили, что каноническая версия следует из теоремы Семереди. Впоследствии эту идею обобщили на многомерный случай. Однако сама теорема Семереди доказывается сложно, поэтому позже было найдено другое, элементарное доказательство канонической версии через многомерную версию обычной теоремы ван дер Вардена.
По раскраске {\displaystyle c:{\mathbb {N} }\to {\mathbb {N} }} можно построить раскраску плоскости {\displaystyle c'}, где цвет пары {\displaystyle (a,d)\in {\mathbb {N} }^{2}} связан с прогрессией {\displaystyle a,a+d,\dots ,a+(k-1)d}, а именно – соответствует разбиению прогрессии {\displaystyle (c(a),c(a+d),\dots ,c(a+(k-1)d))} по одинаковости цветов. Например, пары, для которых соответствующие прогрессии покрашены в цвета (красный, красный, зелёный) и (синий, синий, жёлтый) будут иметь одинаковый цвет в {\displaystyle c'}. Важно, что количество цветов в {\displaystyle c'} конечно.
Если в {\displaystyle c} нет разноцветных прогрессий длины {\displaystyle k}, то в любой прогрессии есть хотя бы два элемента одинакового цвета. По многомерной теоремой ван дер Вардена, в раскраске {\displaystyle c'} есть одноцветный гомотетичный образ {\displaystyle [(k-1)^{2}]^{2}}. Прогрессии, соответствующие точкам этого образа, будут пересекаться таким образом, что, комбинируя эти равенства, можно показать одноцветность элементов из разных прогрессий, причём их будет так много, что эти элементы образуют свою прогрессию длины {\displaystyle k}, полностью одноцветную, что и требуется по условию.

### Сводная таблица с некоторыми результатами
| Арифметические условия на искомую структуру     | Область поиска        | Пространство                                                                            | Пространство             | Пространство                                          |
|                                                 |                       | Одномерное                                                                              | Многомерное              | {\displaystyle A^{n}} для конечного {\displaystyle A} |
| ----------------------------------------------- | --------------------- | --------------------------------------------------------------------------------------- | ------------------------ | ----------------------------------------------------- |
| Арифметические прогрессии                       | Конечная раскраска    | Теорема ван дер Вардена                                                                 | Witt, 1952               | Теорема Хейлса–Джеветта                               |
| Арифметические прогрессии                       | Бесконечная раскраска | Prömel, Rödl, 1986                                                                      | Prömel, Rödl, 1986       | Теорема имеет только конечную формулировку            |
| Арифметические прогрессии                       | Плотное подмножество  | Теорема Семереди (в том числе теорема Рота)                                             | Теорема об уголках       | Известны сильные обобщения теоремы Рота               |
| Решения линейных уравнений или систем уравнений | Конечная раскраска    | Теорема Радо Теорема Шура                                                               |                          |                                                       |
| Решения линейных уравнений или систем уравнений | Бесконечная раскраска | Lefmann, 1986                                                                           |                          | Теорема имеет только конечную формулировку            |
| Решения линейных уравнений или систем уравнений | Плотное подмножество  | Известны некоторые обобщения теоремы Рота                                               |                          |                                                       |
| Значение полиномов в разностях                  | Конечная раскраска    | Walters, 2000                                                                           | Walters, 2000            | Walters, 2000                                         |
| Значение полиномов в разностях                  | Бесконечная раскраска | Girão, 2020 Fox, Wigderson, Zhao, 2020                                                  |                          | Теорема имеет только конечную формулировку            |
| Значение полиномов в разностях                  | Плотное подмножество  | Bergelson, Leibman, 1996                                                                | Bergelson, Leibman, 1996 |                                                       |
| Значение полиномов в разностях                  | Плотное подмножество  | Отдельными методами доказаны теорема Фюрстенберга — Шаркози и квадратичная теорема Рота |                          |                                                       |